# براءات الاختراع البيولوجية

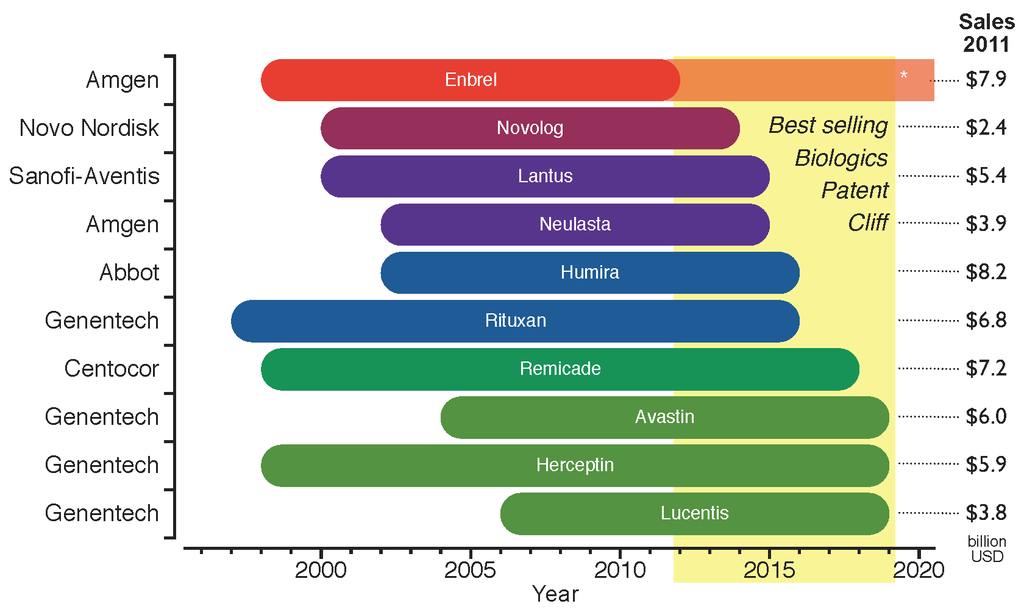
أعلى 10 براءات اختراع بيولوجية مبيعًا (2012-2019)

براءة الاختراع البيولوجية تسجيل براءة اختراع في مجال علم الأحياء. تتيح القوانين لصاحب البراءة بمنع أي شخص من تقليد أو استخدام أو بيع أو استيراد الاختراع المحمي لفترة زمنية قصيرة. مجالات براءات الاختراع بشكل عام وبراءات الاختراعات البيولوجية تختلف باختلاف الهيئات القضائية، وقد يشمل ذلك التكنولوجيا والمنتجات البيولوجية والكائنات المعدلة وراثيًا والمواد الجينية. المقدرة على وضع براعات الاختراع على المواد والعمليات ذات المنشأ الطبيعي بشكل كلي أو بشكل جزئي لا زال محل جدل.